# Kisléta
Kisléta est un village et une commune du comitat de Szabolcs-Szatmár-Bereg en Hongrie.